# Мадурај
Мадурај (там. மதுரை) је град у индијској држави Тамил Наду. Имао је 904.665 становника по попису из 2001. Богатог је културног наслеђа насталог још у тамилској ери пре 2.500 година.

## Историја
Пандијски краљ Куласекаран саградио је Храм Минакши, а око храма је саградио град у облику лотуса. Град је прозван Мадхурапури, што је значило „земља божанског нектара“. Град је био називан Атином Истока због богате архитектуре. Мадура је најстарији град у Тамил Наду. Током владавине Пандија Мадура је била трговачки центар који је трговао са Грчком, Римом и Блиским истоком. Свој врхунац Мадурај је достигао током владавине Чола и у 13. веку током владавине Пандија. Генерал Делхијског султана Малик Кафур заузео је Мадурај 1311, а од 1371. Мадурај постаје део царства Виџајанагара. Виџајанагаре би обично постављале наџаке (гувернере) да владају у њихово име. Када је Виџајанара царство пропало 1565, наџаци су наставили да владају. После 1659. завладао је хаос и нестабилност. Једно време су владале Марате, затим раџе од Мајсора и други муслимански владари. Мадураи око 1801. долази под власт Британске источноиндијске компаније.

## Становништво
Према незваничним резултатима пописа, у граду је 2011. живело 1.061.447 становника.
| 1991.   | 2001.   | 2011.     |
| ------- | ------- | --------- |
| 816.321 | 930.882 | 1.061.447 |

## Економија
Највећи део економије је везан за пољопривреду. Туризам и текстил су од великога значаја за локалну економију. Мадурај је познат по извозу цвећа на Блиски исток, Сингапур и друге делове Индије. Посебно је значајна производња јасмина. Мадураи доста заостаје у индустријском развоју у поређењу са другим деловима Тамил Надуа и Индије. Веће индустрије у Мадурају су производња аутомобилских делова, производња ауто-гума и текстилна индустрија.